# 720
Cette page concerne l'année 720  du calendrier julien. Pour l'année 720 av. J.-C., voir 720 av. J.-C. Pour le nombre 720, voir 720 (nombre).
L'année 720 est une année bissextile qui commence un lundi.

## Événements
- 10 février[1] : début du règne de Yazid II, calife omeyyade de Damas (fin en 724).
- 25 août : Yazid ben al-Muhallab, révolté contre le calife Yazid II, est battu entre Wasit et Kufa par Maslama ben Abd al-Malik qui le remplace comme gouverneur d'Irak et du Khorassan. Yazid est décapité à l'issue du combat. Sa famille est déclarée hors-la-loi : les hommes sont tués, les femmes et les enfants réduits en esclavage[2].

- Traité de paix entre Charles Martel et le duc Eudes d'Aquitaine, qui domine tous les territoires au sud et à l’est de la Loire à l’exception de la Touraine. Il reconnait le pouvoir de Charles en Neustrie comme en Austrasie et s'engage à lui livrer le roi mérovingien Chilpéric II[3],[4].
- La Chine des Tang et ses alliés Basmil et Khitans attaquent les Turcs orientaux. Bilge Kaghan parvient à briser leur avance[5].
- Au Japon, achèvement du Nihon Shoki ou Nihongi (Chroniques du Japon), recueil de chroniques historiques et légendaires[6]. En trente tomes, il contient principalement l'histoire de la dynastie impériale nipponne, des légendes, mais aussi des informations sur l'histoire des temples bouddhiques au Japon ou de grandes familles.

## Naissances en 720
- Hiltrude, fille de Charles Martel[7].

## Décès en 720
- 10 février : Umar ben Abd al-Aziz, huitième calife omeyyade, empoisonné[1].
- 25 août : Yazid ben al-Muhallab, gouverneur d'Irak et du Khorassan.
- 1er septembre : Gilles l'Ermite[8]

- Aubert d'Avranches, fondateur du Mont-Saint-Michel[9].
- Fujiwara no Fuhito, membre de la cour impériale du Japon[7]
- Tariq ibn Ziyad,  général de l'empire omeyyade probablement d'origine berbère[7].